# Грубер, Лазарь Яковлевич
Лазарь Яковлевич Грубер (1896 — 1938) — военком 8-го стрелкового корпуса, корпусной комиссар (1935).

## Биография
Родился в еврейской семье. В 1911−1916 работал кустарем-шапочником, затем бухгалтером на заводе Лоцмана в Иркутске. В 1915 году был призван в царскую армию для участия в Первой мировой войне. С мая 1916 по октябрь 1917 рядовой 12-го Сибирского пехотного полка, 436-го Новоладожского пехотного полка.
С октября 1917 член РКП(б). И с октября 1917 по февраль 1918 комиссар штаба Новозыбковского отряда Красной гвардии. В 1918 политический комиссар и военком ряда подразделений 1-й армии Восточного фронта. В 1918−1921 военком в ряде уездов в Сибири. С декабря 1919 по январь 1920 командир рабочей дружины Сибирской группы левых эсеров.
С января по апрель 1920 уполномоченный губернского революционного комитета в Иркутске. С апреля по декабрь 1920 уездный военком и начальник гарнизона Черемхово. С декабря 1920 по сентябрь 1921 уездный военком в Балаганске. С сентября 1921 по февраль 1922 уездный военком в Нижне-Удинске. С февраля по сентябрь 1922 помощник Иркутского губернского военного комиссара. С сентября по ноябрь 1922 военком повторных курсов командного состава Восточно-Сибирского военного округа. 25 октября 1922 являлся помощником Ново-Никольского губернского военкома. С ноября 1922 по май 1923 начальник политического секретариата Новосибирского губернского военкомата. С мая 1923 по сентябрь 1924 Барнаульский губернский военком. С сентября 1924 по февраль 1926 военком и начальник политического отдела 2-й Приамурской стрелковой дивизии, при этом на 1 февраля 1925 начальник политического отдела этой дивизии. С 1 февраля 1926 по сентябрь 1927 военком и начальник политического отдела 57-й стрелковой дивизии.
С 1 сентября 1927 по июль 1928 слушатель курсов усовершенствования политического состава при Военно-политической академии имени Н. Г. Толмачёва. На 10 июля 1928 года помощник по политической части и начальник политического отдела 15-й стрелковой дивизии. С 1 июня 1929 по октябрь 1932 помощник по политической части и начальник политического отдела 51-й стрелковой дивизии. С 17 ноября 1932 по май 1933 помощник по политической части командира корпуса военно-учебных заведений Украинского военного округа. С 8 мая 1933 по май 1937 помощник по политической части командира 8-го стрелкового корпуса.
26 января—10 февраля 1934 года делегат XVII съезда ВКП(б) с совещательным голосом.
9 июля 1937 года уволен из Красной армии. Работал заведующим хозяйством Ленинградского геологического треста. В дальнейшем репрессирован, по одним данным погиб в 1937 в Москве, по другим 5 июня 1938 убит рабочим в Покойском районе Мурманской области.